# Método directo
El método directo, también conocido como método natural, de enseñanza de lenguas extranjeras parte del principio de enseñar el idioma mediante el uso exclusivo de la lengua estudiada. Fue establecido en Alemania y Francia a principios del siglo XX. Entre sus teóricos más importantes cabe destacar al lingüista danés Otto Jespersen. Ha sido muy utilizado con gran éxito en la enseñanza del idioma inglés idioma inglés 

## Características principales
- Se enseña el vocabulario a través de objetos, mímica, y otros elementos visuales y materiales.
- La gramática se asimila mediante el procedimiento inductivo: es decir, el alumno deduce las reglas gramaticales a partir de la presentación de ejemplos en la propia lengua de estudio.
- Se centra en el aprendizaje oral.
- El trabajo se desarrolla fundamentalmente a través de preguntas y respuestas del profesor a los alumnos y, después, entre los mismos alumnos.

El método directo fue la respuesta al método de Gramática-Traducción, puso las bases para la teoría didáctica de enseñanza de idiomas posterior.
Actualmente utilizado en el proceso de enseñanza -aprendizaje del idioma inglés